# Jan Björklund
Jan Arne Björklund (Skene, Västra Götaland, 18 de abril de 1962) es un político sueco. Fue el líder del Partido Popular Liberal hasta el 28 de junio de 2019 y ha servido como ministro de Educación y Vice primer ministro de Suecia hasta las elecciones de 2014.

## Educación y carrera militar
Jan Björklund nació en Skene (hoy parte del municipio de Mark),  provincia de Västra Götaland, Suecia.  Su padre, Arne, trabajaba en la industria textil y su madre, Ragna, llegó a Suecia desde Noruega como refugiada de guerra en 1944. Viene de una familia de clase trabajadora y sus padres carecen de la educación superior.
Después de haber completado la educación secundaria superior («Gymnasium») en 1982, Björklund se alistó en las Fuerzas armadas de Suecia y aprobó el examen de Oficial en 1985. Luego trabajó en la Guardia Real en Estocolmo, de donde se retiró como Mayor en 1994 para iniciar una nueva carrera en la política.

## Carrera política
Björklund se convirtió de forma temprana en miembro de la Juventud Liberal de Suecia, el ala juvenil del Partido Popular Liberal, en 1976. Fue elegido como miembro de la junta directiva de la organización en 1983 y trabajó como vicepresidente segundo entre 1985 y 1987. También ha trabajado como miembro de la junta del Partido Popular Liberal desde 1990. Se unió a la dirección del partido en 1995, fue nombrado vicepresidente segundo en 1997 y vicepresidente en 2001.
En 1991 Björklund fue elegido como miembro suplente del consejo municipal (kommunfullmäktige) de Estocolmo, donde entró a servir en el consejo de la educación de la ciudad. Entre 1994 y 1998 desempeñó como teniente de alcalde de la oposición (Sueco: oppositionsborgarråd) de Estocolmo. Entre 1998 y 2002 desempeñó como teniente de alcalde para las escuelas (Sueco: skolborgarråd) y entre 2002 y 2006 trabajó nuevamente como teniente de alcalde de la oposición.
En el periodo previo a las elecciones de 2002 y 2006, Björklund fue presidente del grupo de trabajo de la Alianza por Suecia, de centro-derecha, en la política de educación.

### Ministro de Gobierno y líder del partido
En las Elecciones generales de Suecia de 2006, Björklund fue elegido como miembro del Riksdag, y poco después nombrado ministro de las Escuelas en el nuevo gabinete de centro-derecha dirigido por el primer ministro Fredrik Reinfeldt.
Después de la decisión de Lars Leijonborg de retirarse como líder del partido en el congreso nacional del Partido Popular Liberal el 7 de septiembre de 2007, Björklund fue designado por unanimidad por el comité electoral del partido como nuevo líder nacional. Al mismo tiempo, también alcanzó la posición de Leijonborg como jefe del Ministerio de Educación e Investigación y ministro de Educación. Sin embargo, el cambio en el título de ministro fue meramente formal, porque sus áreas de responsabilidad son las que tenía como ministro para las Escuelas.
Tras las Elecciones generales de Suecia de 2010, en los que el Partido Popular Liberal se convirtió en el segundo partido más grande en la alianza del gobierno, Björklund sustituye a Maud Olofsson como vice primer ministro el 5 de octubre de 2010. No se presentó para reelección como líder del partido y dimitió en el congreso del 28 de junio de 2019. Su sucesora es Nyamko Sabuni.

## Opiniones políticas
Björklund es a menudo visto como un representante de la más extrema derecha, la facción más dura del Partido Liberal. Él se ha centrado más en asuntos de educación, donde es conocido por su apoyo al orden y la disciplina. Ha criticado el sistema de las escuelas suecas por ser demasiado "tonto" y no centrarse lo suficiente en el conocimiento. Entre otras cosas, ha abogado por evaluaciones más frecuentes y un sistema de grado reformado.
En el período previo a la invasión estadounidense de Irak en 2002, como primer vicepresidente de su partido, Björklund expresó su apoyo a la participación de Suecia en la coalición multinacional con la condición de que la invasión tuviera un amplio apoyo internacional (que no tuvo).
En enero de 2009 Björlund criticó la reducción de los últimos años en la defensa sueca. "Después del desarrollo de los últimos años de Rusia y la guerra en Georgia, Suecia debe ser capaz de movilizar más soldados de los que podemos hoy en día", afirmó durante una entrevista en el programa de noticias sueca SVT.

## Vida personal
Jan Björklund está casado con Anette Brifalk, con quien tiene dos hijos. Él vive con su familia en Bromma, Estocolmo.

## Enlaces
- Wikimedia Commons alberga una categoría multimedia sobre Jan Björklund.
- Jan Björklund en la web del Gobierno de Suecia
- Jan Björklund en la web del Partido Popular Liberal

- Datos: Q911372
- Multimedia: Jan Björklund / Q911372